# Вивье-Мерль, Марьюс
Марью́с Вивье́-Мерль (фр. Marius Vivier-Merle, [marjys vivje mɛrl]; 18 июля 1890, Леньи, департамент Рона — 26 мая 1944, Лион) — деятель французского рабочего и профсоюзного движения, участник движения Сопротивления.

## Биография
Марьюс Вивье-Мерль родился в коммуне Леньи, департамент Рона 18 июля 1890 года. Получил рабочую специальность металлиста в городе Лионе, после чего работал на различных предприятиях. Впервые упоминается в полицейском досье в качестве одного из задержанных во время стачки апреля — мая 1918 года, состоявшейся в Шамбон-Фежроле против продолжавшейся Первой мировой войны. К 1920-м годам стал уже достаточно заметным деятелем местного профсоюзного движения. С 24 мая 1922 года — лидер лионской департаментальной конфедерации профсоюзов, в дальнейшем многократно переизбирался на этот пост. В этом качестве с 1923 года участвовал в национальных профсоюзных собраниях. Именно он подписал от имени лионских профсоюзов в ночь с 10 на 11 июня 1936 года Матиньонские соглашения, устанавливавшие порядок взаимоотношений между работодателями и рабочими и определённый список гарантий для последних. В 1938 году вместе с Леоном Жуо и Бенуа Фрашоном составлял французскую делегацию на встрече профсоюзных деятелей в Мексике. На XXV съезде Всеобщей конфедерации труда в Нанте в ноябре 1938 года выступил против осуждения деятельности коммунистов внутри конфедерации, которую Андре Дельмас считал раскольнической, и получил поддержку большинства делегатов.
Осенью 1939 года, после начала Второй мировой войны, резко осудил подписание договора между Советским Союзом и Нацистской Германией и последовавшую аннексию Советским Союзом земель восточной Польши — вплоть до исключения из руководства департаментальных профсоюзов несогласных с этим решением членов. Тем не менее весной 1940 года выступал против преследования французских коммунистических деятелей и их симпатизантов. 19 июня того же года, после первой оккупации Лиона войсками Вермахта, был взят в заложники нацистами, но отпущен после подписания Второго Компьенского перемирия и ухода нацистов из Лиона. После запрета профсоюзов Режимом Виши перешёл на нелегальное положение. Выступал в качестве ярого противника сотрудничества Франции с нацистской Германией, был членом французского движения Сопротивления на юге Франции (получил звание младшего лейтенанта Сражающейся Франции) и подпольного бюро Всеобщей конфедерации труда. В мае 1944 года вернулся в Лион, где занимался организацией всеобщей стачки, которая должна была поддержать планировавшуюся высадку Союзников. Погиб 26 мая во время массированной бомбардировки авиацией Союзников железнодорожных путей в Лионе, его тело так и не было найдено.

## Память
19 февраля 1945 года бывший бульвар Пар-Дьё, идущий параллельно железнодорожным путям вблизи гибели Марьюса Вивье-Мерля, был переименован в бульвар Марьюс Вивье-Мерль. 2 мая 1978 года открывшаяся станция Лионского метрополитена «Гар Пар-Дьё — Вивье Мерль» в свою очередь получила имя в честь бульвара, на который выходит.

## Примечания

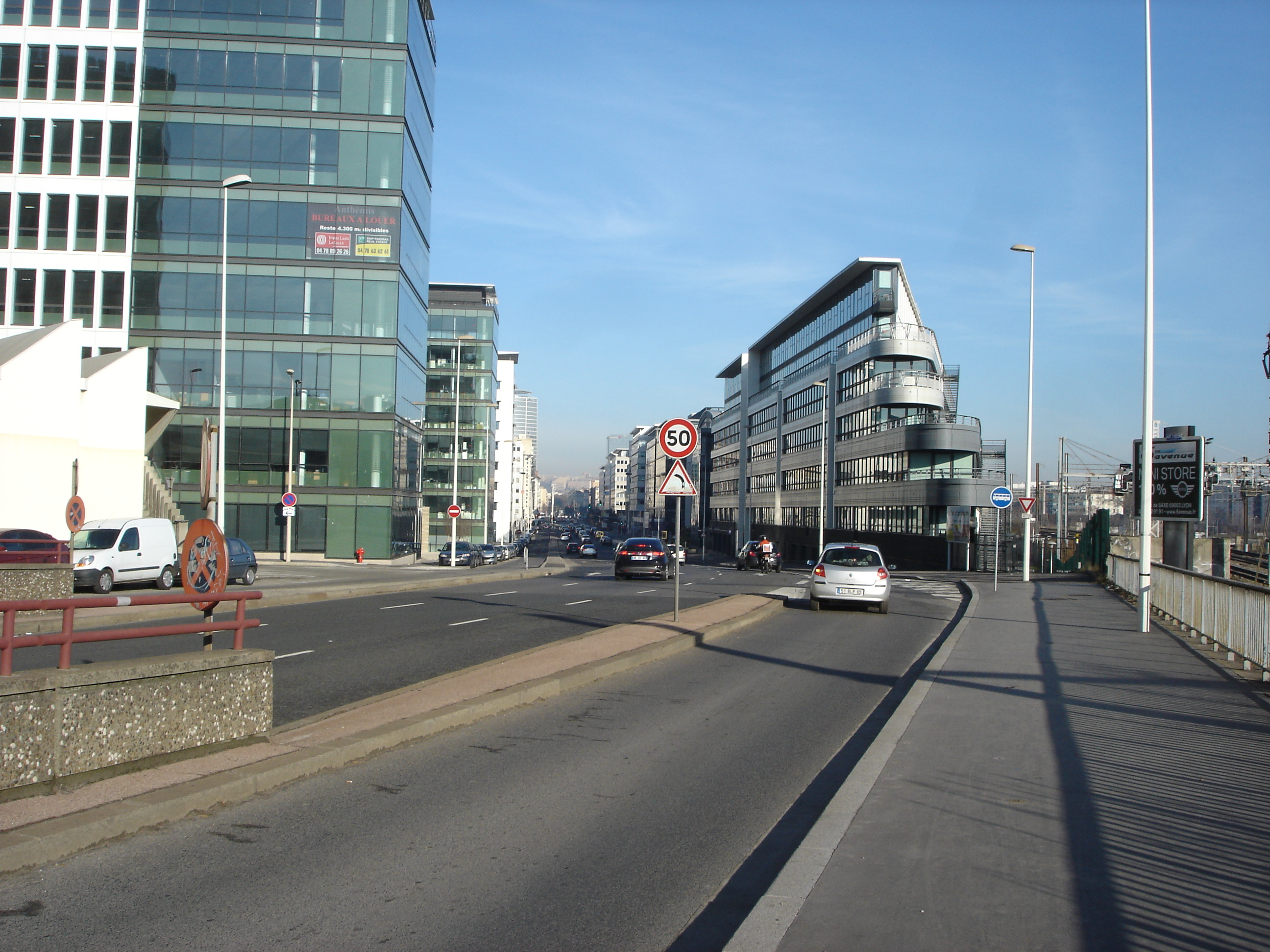
Бульвар Марьюс Вивье-Мерль в Лионе
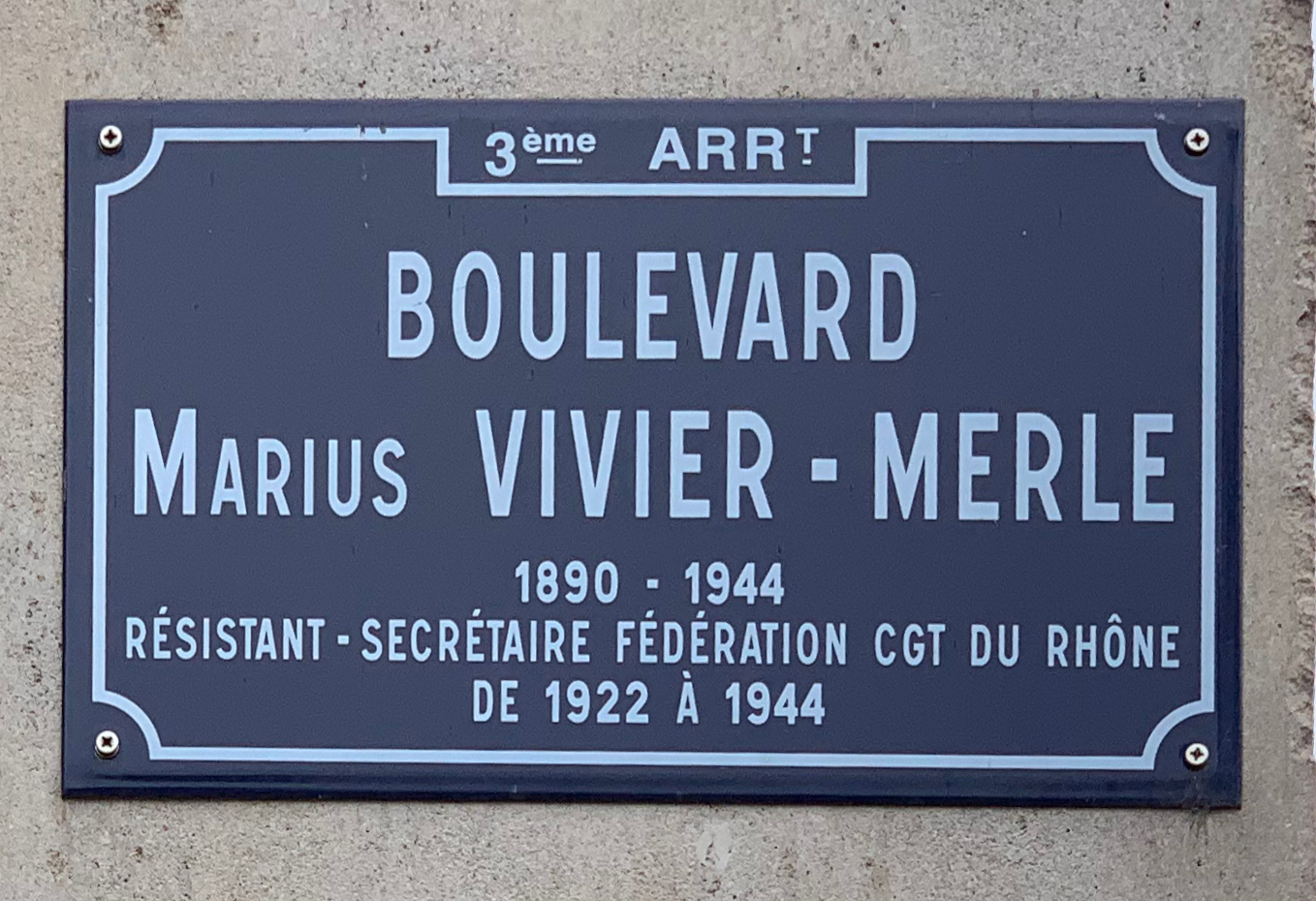
Табличка бульвара Марьюс Вивье-Мерль в Лионе
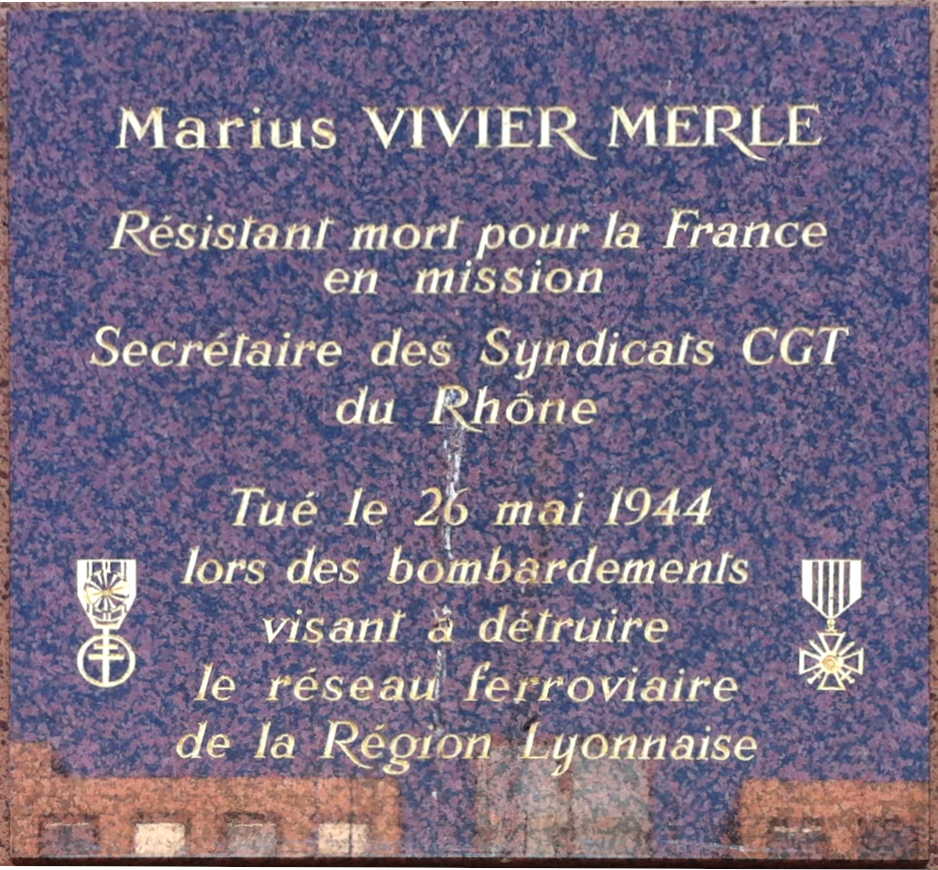
Мемориальная доска в честь Марьюса Вивье-Мерля на вокзале Пар-Дьё в Лионе
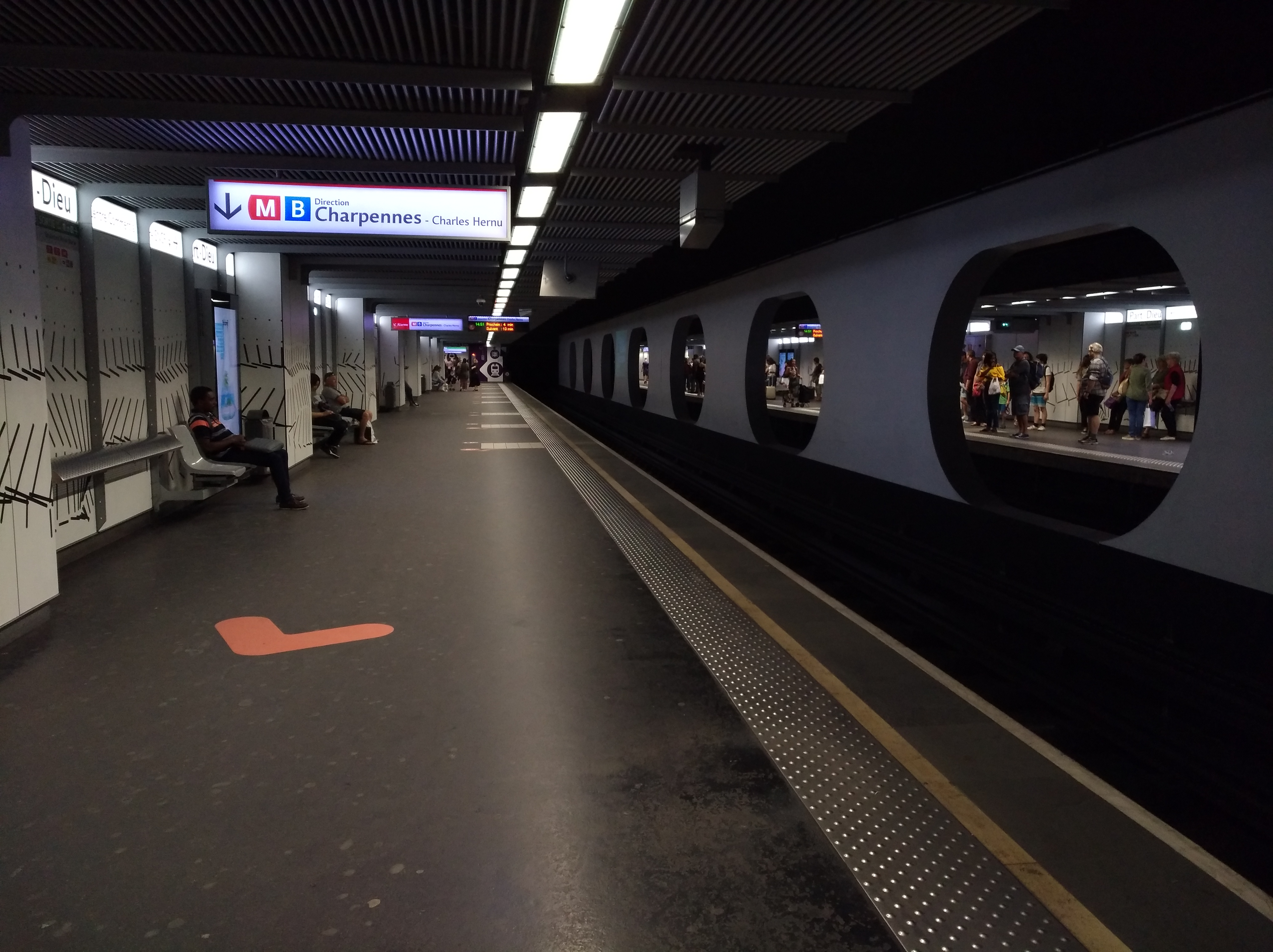
Интерьер станции метро «Гар Пар-Дьё — Вивье Мерль»